# Sphagnum guwassanense
Sphagnum guwassanense är en bladmossart som beskrevs av Warnstorf 1911. Sphagnum guwassanense ingår i släktet vitmossor, och familjen Sphagnaceae. Inga underarter finns listade i Catalogue of Life.